# Diplocephalus montanus
Diplocephalus montanus är en spindelart som beskrevs av Kirill Yeskov 1988. Diplocephalus montanus ingår i släktet Diplocephalus och familjen täckvävarspindlar. Inga underarter finns listade i Catalogue of Life.